# ویکتور ویکتوریا
ویکتور ویکتوریا (انگلیسی: Victor Victoria) فیلمی در ژانر کمدی رمانتیک و موزیکال به کارگردانی بلیک ادواردز است که در سال ۱۹۸۲ منتشر شد.

## بازیگران
- جولی اندروز
- جیمز گارنر
- رابرت پرستون
- لزلی ان وارن
- آلکس کاراس
- جان ریس-دیویس
- پیتر آرن